# トム・ハンフリー
トム・ハンフリーとして知られるトーマス・ハンフリー（Thomas Humphrey、1858年 – 1922年）は、スコットランド生まれのオーストラリアの画家、写真家である。トム・ロバーツらの友人となり、オーストラリアにおける印象派のスタイルの画家グループ、「ハイデルバーグ派」(Heidelberg School)の画家の一人に数えられる。

## 略歴
スコットランドのアバディーンで生まれ、少年時代に家族とオーストラリアに移住し、メルボルンで育った。メルボルンのビクトリア国立美術館(ナショナル・ギャラリー)付属の美術学校(National Gallery of Victoria Art School)で学び、写真家としての仕事を始めた。美術家のジョージ・ピット・モリソン（George Pitt Morison: 1861-1946）と働き、後に自らの写真館を経営した。
ヨーロッパで絵を修行して帰国したばかりのトム・ロバーツ（1856-1931）と1885年に知り合い、フレデリック・マッカビン（1855-1917）やジョン・マザー（John Mather: 1848–1916)らとメルボルンの郊外のボックス・ヒル(Box Hill)に集まり、オーストラリアの風景を印象派のスタイルで写生した。1889年にはアーサー・ストリートン（1867-1943）とイーグルモント（Eaglemont）で写生し、1890年にはウォルター・ウィザーズ（1854-1914）とレオン・ポール（1871-1951）とともにアイバンホー(Ivanhoe) のCharterisvilleに滞在し絵を描いた。
1895年に描いた夏の川辺の風景画「Under a Summer Sun」が、1896年のオーストラリア芸術家協会の展示会でビクトリア国立美術館に買い上げられた。美術史家のマカロック（Alan McLeod McCulloch）は「Under a Summer Sun」はビクトリア国立美術館が買い上げたおそらく最初の印象派のスタイルの作品であろうとしている 。その後、トム・ハンフリーの作品はニュー・サウス・ウェールズ州立美術館 やバララットの美術館（Art Gallery of Ballarat）などに収蔵された。
生涯の大半で健康に恵まれず、自らの写真館の経営にも時間を取られ、画家としての活動は制限されたものになった。1922年にメルボルン近郊のアーマデール（Armadale）の自宅で亡くなった。没後の1925年に初めてメルボルンで個展が開かれ、カタログにトム・ロバーツが、自然を楽し気に描いていたハンフリーを回想した紹介文を書いた。

## 作品

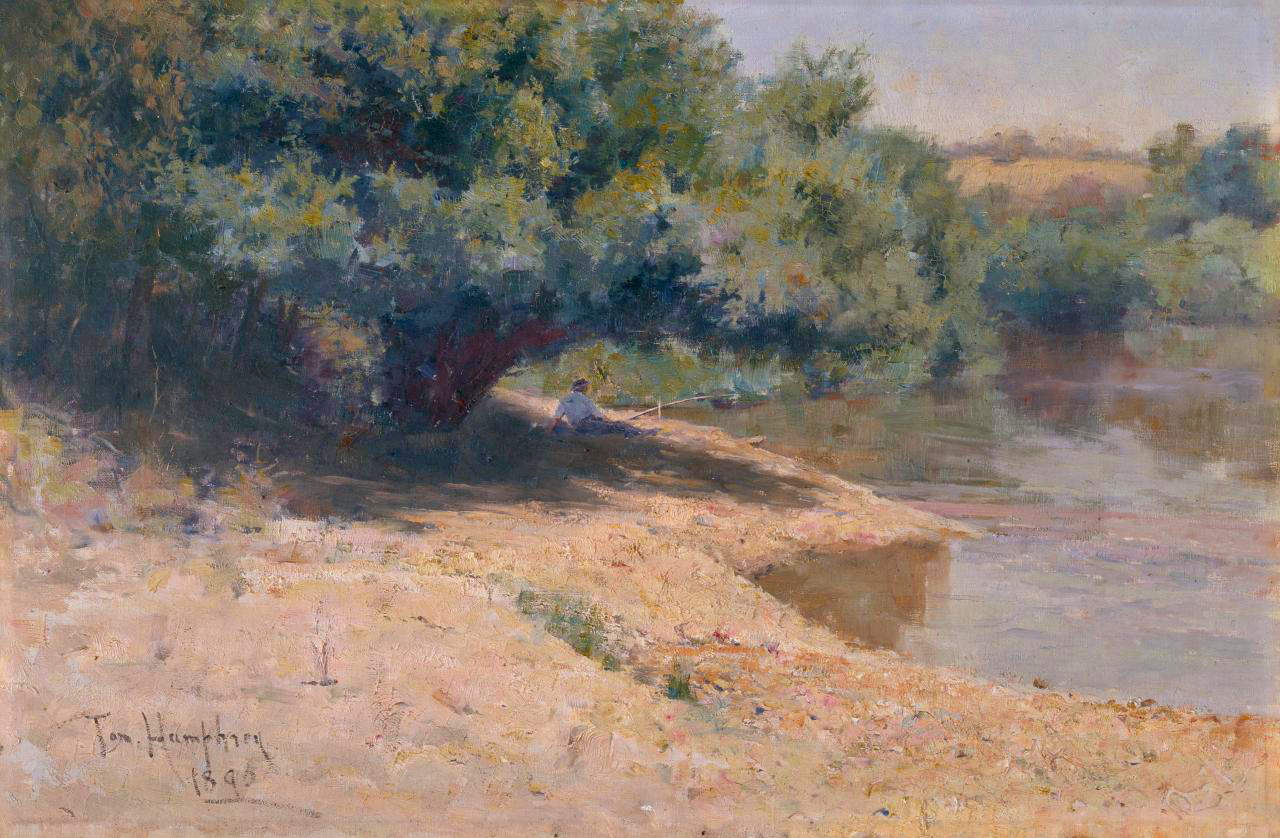
"Under a Summer Sun" (1895) ビクトリア国立美術館
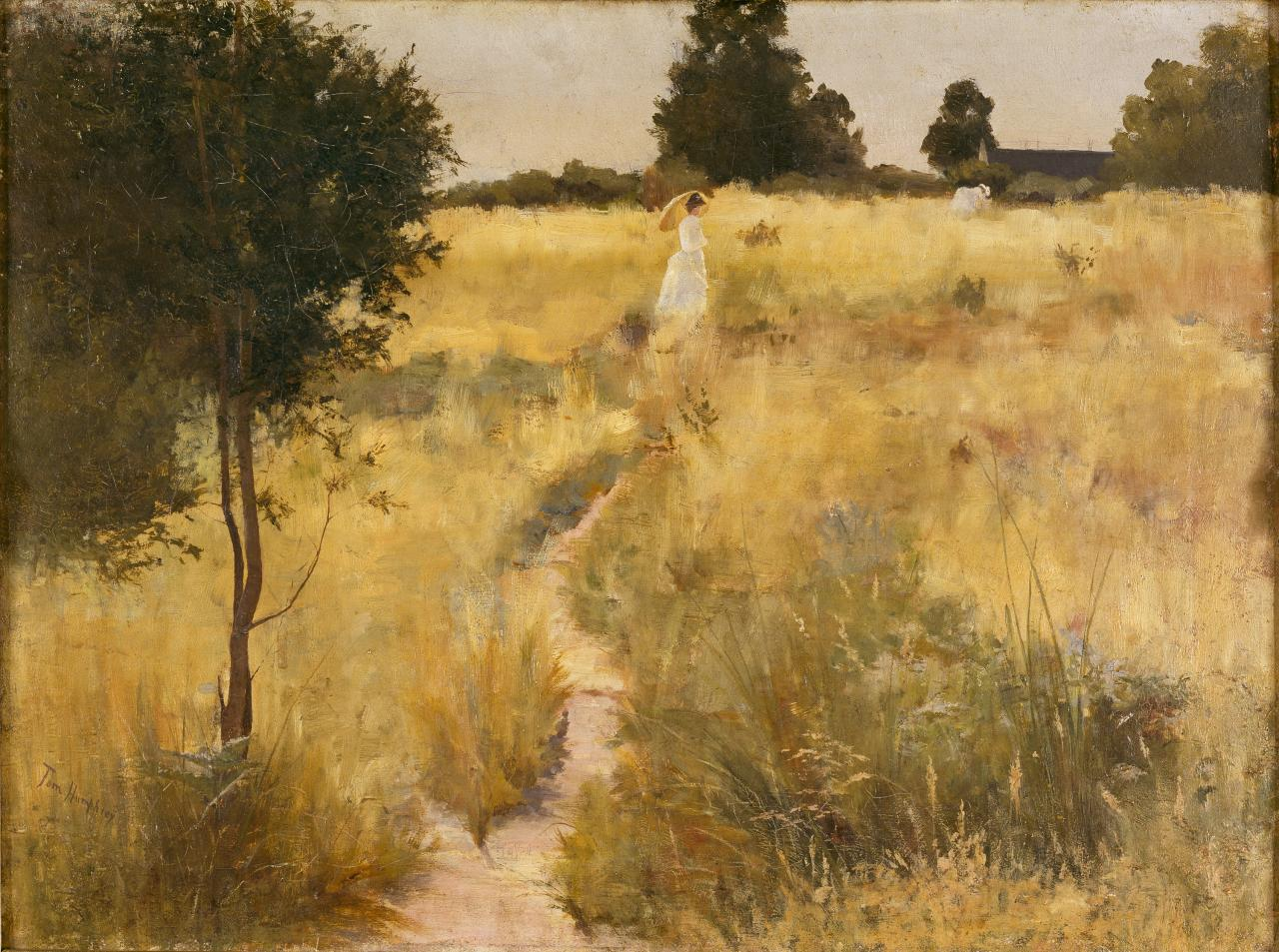
夏の散歩 (c.1888) ビクトリア国立美術館
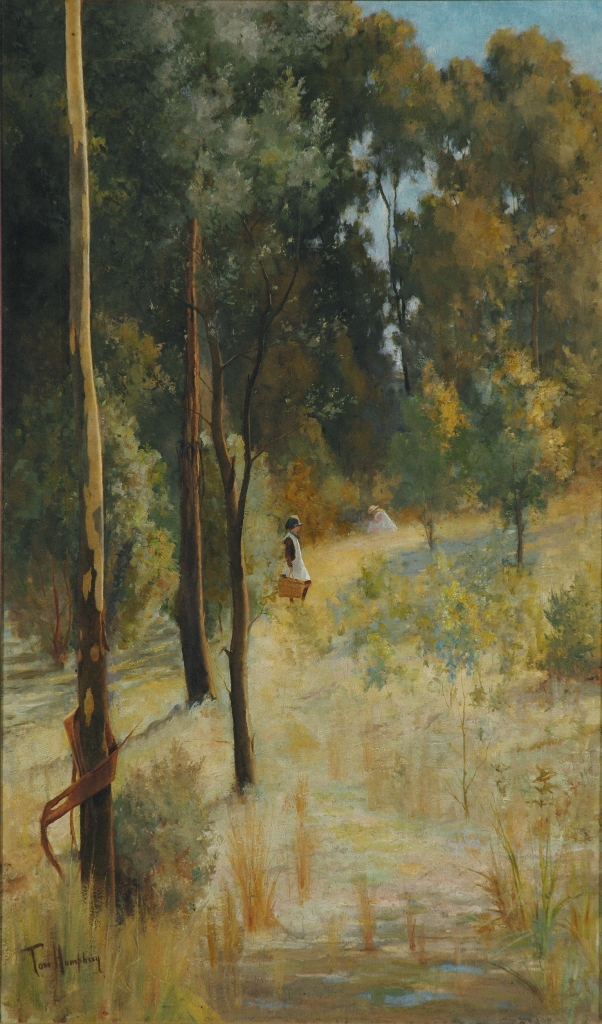
「学校に続く道  (c.1887)